# Râul Valea Ursului, Lăpuș
Râul Valea Ursului este un curs de apă, în județul Maramureș, afluent al râului Lăpuș.